# Осипов, Евграф Алексеевич
Евгра́ф Алексе́евич О́сипов (21 декабря 1841 — 4 апреля 1904) — русский врач, один из активных деятелей земской медицины и основоположников российской санитарной статистики.

## Биография
Отец, Алексей Матвеевич Осипов был мелким чиновником уездного суда в Бугульме.
Евграф Алексеевич, окончил уфимскую гимназию, поступил на филологический факультет Казанского университета, но позднее перевёлся на медицинский факультет. Его учителем на факультете был Пётр Францевич Лесгафт, вместе с Осиповым учился и Иван Иванович Моллесон — первый российский санитарный врач. Позднее они работали в соседних уездах в Самарской губернии.
В 1865 году Евграф Алексеевич окончил университет и устроился в психиатрическую клинику в Казани под руководством доктора А. У. Фрезе, где более года проработал ординатором. Хорошо себя зарекомендовал, и начальство даже намеревалось направить молодого врача на стажировку в Европу. Однако Осипов был вынужден отказаться. Он обнаружил у себя признаки ранней стадии туберкулёза.
Во второй половине XIX века одним из популярных методов лечения туберкулёза было кумысолечение. В Самарской губернии такое лечение было поставлено на научную основу, было организовано несколько кумысолечебниц. В 1867 году Осипов устроился домашним врачом в семье богатого самарского землевладельца и хлеботорговца Максима Плешанова, чей сын Дмитрий также был болен туберкулёзом. Однако если Осипову кумыс помог справиться с болезнью, то Дмитрий во время совместной поездки на курорт скончался в Ницце.
После возвращения в Самару Е. А. Осипов в начале 1870 года устроился земским врачом в Ставропольский уезд Самарской губернии, где в Ставрополе проживал его отец после выхода в отставку. Евграф Осипович был назначен врачом в Чердаклинскую больницу. Позднее он описал её следующим образом:

Комнаты тесны, неудобны… Приемной комнаты не имеется, больные принимаются в небольшой комнате, предназначенной для аптеки…
Медицинское обслуживание населения было оценено им как крайне убогое: 

Огромная масса русского деревенского люда не пользовалась никакой врачебной помощью, между тем как, проживая в крайней бедности и лишениях, при невообразимо дурных санитарных условиях сильно страдала различными болезнями, естественно, причинявшими чрезвычайно высокую смертность, особенно в нежном детском возрасте. Она повсюду лечилась у своих знахарей и знахарок и кое-где почти у столь же невежественных фельдшеров, а врачей видала лишь в качестве чиновников, иногда наезжавших для вскрытия судебных трупов или медико-полицейских дознаний
Во многом Осипов был прав: в 1875 году на Ставрополь и уезд приходилось всего 5 врачей, то есть один врач на 70 тысяч населения. При этом врач не имел постоянного места для приёма больных, так как постоянно находился в разъездах по сёлам уезда.
В феврале 1871 года Евграф Алексеевич женился. В мае 1871 года он переехал в Ставрополь и встал во главе местной больницы. Одновременно ему пришлось встать и во главе реформирования земской медицины. В 1868 году земское собрание постановило создать стационарную медицинскую часть, во главе которой стоял врач, а фельдшерам отводилась роль исполнителей его поручений. Это позволило прикрепить врача к постоянной лечебнице с амбулаторией и больным больше не приходилось рассчитывать на случайные встречи.
Своей задачей Осипов ставил изменение общественного сознания, которое в ту эпоху занималось больше медициной болезней, а не медициной здоровья. На практике это выражалось в том, что население не стремилось быть здоровым, достаточно было не чувствовать боли, отсюда и полное отсутствие мер по профилактике заболеваний. Тяжёлые материальные условия, антисанитария, низкая культура, по мнению Осипова, способствовали распространению различных социальных болезней: туберкулёза, сифилиса и трахомы. По его выводам, у зажиточных и образованных людей эти болезни встречались куда ниже, чем в среде простого народа. Свои выводы Осипов подтверждал научно: для изучения динамики смертности и рождаемости населения он начал изучать церковно-приходские книги. Так в России впервые началась работа по статистической обработке данных о заболеваемости — дело, которому Осипов посвятил всю дальнейшую жизнь.
Постоянно сталкиваясь с фактами, когда земское начальство недостаточно понимало и финансировало необходимость тех или иных медицинских мероприятий, например оспопрививания, Осипов активно включился в реформирование руководства здравоохранением. В 1872 году в Самаре состоялся первый съезд земских врачей, на котором он подготовил специальную докладную записку, в которой критиковал земство за некомпетентное руководство здравоохранением и предложил «сосредоточить в своих руках ведение земской медицины всей губернии». Предложение было принято съездом. Также на съезде Е. А. Осипов выступил с докладом о развитии медицинской помощи в Ставропольском уезде после отмены разъездной формы работы врача.
На следующий год на Осипов представил ставропольскому уездному собранию докладную записку «О деятельности санитарного врача в Ставропольском уезде». Аргументы Евграфа Алексеевича произвели нужное впечатление, и вскоре в уезде появилась должность санитарного врача. По настоянию Осипова в бюджете появилась особая статья на подписку «на газету современной медицины и военно-медицинский журнал».
Всего за два года Евграф Алексеевич успел заложить основы организации медобслуживания населения, поднять авторитет врача в ставропольском обществе и снизить смертность в уезде почти на пять процентов. Однако постоянное сопротивление со стороны земства мешало молодому врачу в его начинаниях и реформах.
При помощи связей тестя, человека прогрессивных взглядов, Евграф Алексеевич получил приглашение на службу в московское земство. Осенью 1873 года Осипов с семьёй переехал в Москву. Однако штат врачей был полон, некоторое время Осипов работал без заработной платы. Только в 1874 году он был зачислен в штат. Вскоре он был избран секретарём санитарной комиссии московского земства. Даже живя в Москве Осипов не порвал связей с Ставропольским уездом. Так ставропольское земство обращалось к нему с просьбой подобрать лучший проект сельской больницы. Он нашёл такой проект в Курской губернии и отправил в уезд, где по нему была построена больница в Мусорке.
С 1885 года Осипов работал заведующим губернским санитарным бюро. В 1877 году и в Московской губернии вместо разъездной системы медицинского обслуживания были организованы врачебные участки со стационарами. Также он разработал программу санитарного обследования Московской губернии, изучал динамику заболеваемости населения губернии за 1869—1883 года.
За двадцать лет провёл четырнадцать губернских съездов врачей и представителей земства, где являлся неизменным руководителем (с 1881 года совместно с Ф. Ф. Эрисманом), стал одним из организаторов Пироговского общества врачей, написал капитальных исследований по организации здравоохранения в России, в области движения населения и его болезненности в Московской губернии, фактически основав школу таких исследований.
В 1895 году он вышел в отставку. Путешествовал, бывал в том числе и в Ставрополе. Осенью 1902 года заболел воспалением лёгких, давшим осложнения на сердце.
Скончался в ночь с 3 на 4 апреля 1904 года. Похоронен на старой территории Новодевичьего кладбища (участок №2, ряд 14, место 13).

## Семья
Евграф Осипов был женат на Марии Николаевне, дочери известного петербургского адвоката Н. И. Смирнитского, чье имение находилось по соседству с Зелёновкой, в которой Осипов бывал с семьёй Плешановых.
Мария Николаевна была широко образованной женщиной, прекрасно владевшей иностранными языками. В основном она занималась домашними делами, но из-за истерической ипохондрии, преследовавшей её всю жизни, она не могла уделять должного внимания семье.
У четы было четверо детей: сын и три дочери. Сын Николай стал известным психиатром, дочь Варвара — театральным художником, одно время работала во МХАТе, дочь Анна была актрисой в Малом театре.

## Народничество
В апреле 1872 года в Ставрополь приехала Софья Перовская. Остановилась она у Евграфа Осипова, которого попросила научить её оспопрививанию. Так она намеревалась не возбуждая подозрения властей бывать в различных сёлах. Вероятно, Перовская в беседах с Осиповым не смогла убедить его поддержать взгляды народников. В письме от 6 мая 1872 года она писала:

Мерзкое впечатление производит этот барин. Он женился на пустой барышне, зараженной только либеральным духом, и теперь постепенно он начинает совершенно погрязать в семейную, барскую, мелочную жизнь; все своё внимание он обращает на земскую докторскую деятельность
Однако современные архивные данные показывают, что дело народников было отнюдь не чуждо Евграфу Алексеевичу.
Так в 1861 году за участие в студенческих волнения Евграф Алексеевич был исключён из университета с правом восстановления только через год и то только в случае надлежащего поведения. Так он впервые попал вы поле зрения полицейского надзора. Правда через месяц, при новом рассмотрении дела Осипов был признан невиновным и восстановлен на курсе. А в 1863 году в Казани была арестована группа студентов университета по обвинению в заговоре. Один из арестованных показал, что у студента Осипова был один из двух принадлежавших заговорщикам типографских станков, на котором должны были печататься прокламации. Однако связь Осипова с заговорщиками доказать не удалось, и он избежал ареста.
Отказался ли он от своих взглядов, или просто не раскрывал их перед малознакомой Перовской пока остаётся неизвестным.